# Bodrum Masalı
Bodrum Masalı es una serie de televisión turca de 2016 producida por TMC Film.

## Reparto
- Timuçin Esen como Faryalı.
- Şevval Sam como Yıldız Ergüven.
- Murat Aygen como Evren Ergüven.
- Alperen Duymaz como Ateş Ergüven.
- Toprak Sağlam como Gözde.
- Dilan Çiçek Deniz como Su Ergüven.
- Hilmi Cem İntepe como Kelebek Faryalı.
- Bora Cengiz como Cenk Derin.
- Serhan Onat como Uzay Çelik.
- Kaan Çakır como Cahit Akaslan.
- Ebru Unurtan como Ceyda Akaslan.
- Ezgi Şenler como Aslı Sezer.
- Serel Yereli como Alara Akaslan.
- Zehra Yılmaz como Rana Yüksel.
- Nazlı Kar como Şule.
- Basri Albayrak como Süha.
- Cemalettin Çekmece como Asım Sezer.
- Tülin Yazkan como İpek.
- Tugay Bahşi como Mert.
- Ozan Uçar como Yiğit.
- Aşkın Nur Yengi como Gül Derin.
- Kıvanç Kasabalı como Nejat.
- Nejat İşler como Bora.
- Aslıhan Gürbüz como Maya.